# Cnipsomorpha kunmingensis
Cnipsomorpha kunmingensis är en insektsart som beskrevs av Chen, S.C. och Pan 2009. Cnipsomorpha kunmingensis ingår i släktet Cnipsomorpha och familjen Phasmatidae. Inga underarter finns listade i Catalogue of Life.